# リユウフオーレル
リユウフオーレル（リュウフォーレル）は日本の競走馬、種牡馬。1963年啓衆社賞年度代表馬。
1963年には天皇賞（秋）、有馬記念を制した。関西馬としては初めての有馬記念優勝馬。主戦騎手は宮本悳が務めた。

## 競走馬時代
馬齢は旧表記で統一する。
1963年の日本年度代表馬。天皇賞（秋）、有馬記念を含め、重賞7勝。晩成型で、4歳の秋以降は堅実に走り、25戦12勝、2着6回、3着5回。掲示板に乗らなかったのは海外遠征での8着だけで、国内での最悪の着順は大阪杯での5着だった。通算成績は37戦15勝。

### デビュー前
リュウフォーレルは北海道・浦河の濱田亀蔵によって生産された。
母馬のフォーレルはアイルランド産で、現役時に2勝をあげている。日本へ輸入されるときにハードソース（Hard Sauce）の子を孕んでおり、日本で持込馬としてハードウィンを産んだ。ハードウィンはリュウフォーレルの1歳上の半兄にあたる。また、リュウフォーレルの1歳下の半弟シママサルは四歳特別など6勝をあげることになる。（とはいえ、リュウフォーレルのデビュー時点では、これらの兄弟馬の成績はまだ確定していなかった。）

### 3歳時（1961年）
3歳時の1961年11月5日、厩舎のある京都競馬場の新馬戦でデビューし、逃げてゴール前でアタマ差だけ捕まって2着になった。2戦目の新馬戦（1000メートル）は重馬場になり勝ちあがった。
1勝クラス（50万条件）の三歳中距離特別（1600メートル）を1分39秒1で勝ち、阪神3歳ステークスに出走したが、チトセハーバーが勝ち、リュウフォーレルは5着だった。

### 4歳時（1962年）
年が明けて4歳になると、1月3日の4歳戦で2キロ負担重量が軽いマニーボックスに1馬身3/4差で敗れたが、新春カップ（1600メートル）ではヤマニンフレーム、チトセハーバー、マニーボックス、オーステーツなどを相手に2馬身差で勝った。
その後は低迷し、オープン戦で2連敗し、皐月賞8着、NHK杯7着で東京優駿（日本ダービー）を迎えた。ダービーでは好スタートからカネツセーキに先頭を譲って2番手に位置し、好位を保ったが、最終的には勝馬フェアーウィンから1秒遅れて8着となった。春シーズンの最後となった毎日杯では3着だった。
秋シーズンに入り、これまでの先行戦術をやめ後方待機策をとるようになった。緒戦の平安特別で3着の後、オープン戦（1700メートル）で8戦ぶりに4勝目を挙げると、続く神戸杯（2000メートル）では1番人気に推され、ヒカルポーラらを下して重賞初制覇を遂げた。さらに京都杯（1800メートル）でもコレヒサから3/4馬身差の2着となり、11月末の菊花賞に臨んだ。

#### 菊花賞でヒロキミに敗れる
この年の菊花賞は史上最高の23頭の多頭数で行われた。人気を集めたのはダービー2着、前哨戦の京都杯を勝ったコレヒサで、夏の日本短波賞を勝ったスズホープが2番人気だった。3番人気にはセントライト記念2着のアサリュウが支持された。皐月賞馬ヤマノオーは4番人気、ダービー馬フェアーウィンは秋にまだ本調子になく、5番人気どまりだった。前哨戦の神戸杯を勝ったものの、リュウフォーレルは8番人気、神戸杯2着のヒカルポーラは11番人気と低評価だった。
レースが始まるとカネツセーキが逃げて、ヒカルポーラやリュウフォーレルは好位につけたが、人気どころはみな後方にいた。カネツセーキは1馬身ほどのリードを保ったまま1周目を終え、2周目に入ったところで後続を離しにかかった。バッキンガムだけがついていったが、3コーナーのあたりでは後続とどんどんと差がひらき、カネツセーキとバッキンガムのリードは10馬身ほどになった。両馬はそのまま4コーナーを回って直線に向くと、バッキンガムが先頭に立った。13番人気のヒロキミが外から追い上げるときに少しよれたせいで、ヒカルポーラは体勢を崩してしまった。ヒカルポーラは立て直して追い込むが、抜けだしたヒロキミを捕まえられず、大外からリュウフォーレルが追い込んでヒカルポーラを半馬身かわし、ヒロキミを追い詰めたがクビ差届かずゴールした。勝ったヒロキミは13番人気、2着リュウフォーレルが8番人気、3着ヒカルポーラが11番人気で、大穴になった。当時はまだ6枠制だったが、ヒロキミのいた5枠はほかの2頭がヒロキミよりも更に人気薄だったため、5枠の枠番単勝馬券が116倍の万馬券になった。
この年の暮れに阪神大賞典（2200メートル）に出たが、重馬場になり、4キロ軽く道悪が得意のモトイチに半馬身及ばず2着に敗れた。

### 5歳時（1963年）
5歳に入り、年初のオープン戦、トップハンデを課された日本経済新春杯（2400メートル）を連勝した。春の大阪杯（1800メートル）では60.5キロのトップハンデを背負い、5着に敗れた。これが4歳秋以降の国内戦では生涯で最も低い着順となった。スワンステークス（1800メートル）でも60キロを負担して3着になったあと、春の天皇賞を迎えた。

#### 春の天皇賞でコレヒサに敗れる
天皇賞では、関東で4連勝中のコレヒサが本命、中山でダイヤモンドステークスを4馬身差で圧勝してきたヤマノオーが対抗、リュウフォーレルは近走2連敗中だが3番人気に支持された。スワンステークスを逃げ切ったスタートと同時にシモフサホマレが先頭に立ったが、半馬身後ろにコレヒサがぴったりとつけた。リュウフォーレルはその後ろに位置どった。その後ろには目黒記念を勝ったアサリュウがいた。4コーナーをまわって1周目のホームストレッチで、早くも本命のコレヒサが先頭を奪った。シモフサホマレは2番手に位置し、その外にほとんど並んでアサリュウが3番手に上がった。そのままバックストレッチを過ぎ、3コーナー、4コーナーとまわって直線を向いた。コレヒサは逃げ切りを図り、リュウフォーレルは大外から追い込んだが1馬身3/4及ばず、コレヒサが優勝した。しかし、当時の天皇賞には、一度優勝すると天皇賞にはもう出走できないという勝ち抜け制度があり、秋の天皇賞ではコレヒサはもう出場できないので、東京の秋の天皇賞はリュウフォーレルが断然の本命視されるようになった。

#### 宝塚記念優勝
天皇賞から1か月後の阪急盃（1800メートル）でリュウフォーレルはトップハンデの62キロを与えられた。次点のミスケイコが7キロ軽い55キロだった。ここでリュウフォーレルは、53キロのゴウカイをつかまえきれず1馬身半差の2着に敗れた。
2週後の鳴尾記念（2400メートル）は62キロのトップハンデで、50キロの逃げ馬イーグルにハナ差捉えて重賞3勝目を挙げた。
6月末の宝塚記念は創設4年目で、有馬記念を範としてファン投票で出走馬を決める重賞だった。ただし、「春のグランプリレース」という通称が付けられていたとはいえ、まだまだ関西地区で開催される重賞競走の一つという扱いに過ぎず、層が厚い関東所属の有力馬は春の天皇賞が終わるとほとんど帰厩したことから、過去行われた3回の開催については関西所属の有力馬同士のみによる争いという印象が強かった。実際に、コレヒサ、ヤマノオーなど、春の天皇賞に出走した関東馬の中で、宝塚記念に出走した馬は一頭もいなかった。
とはいえ、天皇賞には出走しなかった関東馬エムローンが、当時のリーディングジョッキーでもあった加賀武見を鞍上に据えて出走、1番人気となった。エムローンは昨秋の毎日王冠をレコード勝ちし、天皇賞で3着になった馬だが、この年の始動が遅く5月半ばのアルゼンチンジョッキークラブカップで菊花賞馬ヒロキミを下しての西下だった。当時は関東馬というだけで人気になるほど関東馬の質が圧倒していた時代だった。
リュウフォーレルは2番人気での出走だった。レースが始まると、ファン投票3位の4歳牝馬ヒメカップが逃げた。ヒメカップはデビュー以来20戦18勝2着2回のアングロアラブで、このときも9連勝中だった。ゴール前ではエムローンとの激しい競り合いの末、クビ差先着し優勝した。

#### 天皇賞制覇
この年の秋初戦は京阪盃で、64キロのトップハンデを背負い、55キロのコウライオーから1馬身差の2着になった。10月の末には中山競馬場へ遠征し、不良馬場で行われたオールカマーで62.5キロのトップハンデで出走した。トップハンデとはいえ関西馬ということで評価は低く7番人気だった。レースでは4歳牝馬のミオソチスが51キロの軽量を活かして勝ち、リュウフォーレルは3着だった。
満を持して11月末の天皇賞に出ると、重賞3連勝中のヤマノオー、昨秋の菊花賞馬ヒロキミを抑えて本命に支持された。2番人気は、昨秋菊花賞のあと休養をとり、春シーズンを全休してきたヒカルポーラで、近走はオープンを2連勝していた。
レースでは直線でリュウフォーレルが抜けだした所へ後方からヒカルポーラが追い込んで並び、この2頭の競り合いとなった。最後はリュウフォーレルがクビ一つ前に出てゴール、1955年のダイナナホウシユウ以来8年振りに関西馬による秋の天皇賞優勝となった。走破タイムの3分22秒7は春の天皇賞の時より0.1秒早く、当時の東京競馬場芝3200メートルのレコードタイムであった。ヒカルポーラも関西馬だったので、関西馬による1、2着独占となったが、これも8年ぶりのことだった。

#### 有馬記念優勝と史上初の年度代表馬同時受賞
リュウフォーレルにとって国内で残す大競走は12月22日の有馬記念だけとなった。この年の有馬記念には、春の天皇賞馬コレヒサの姿がなく、ヒカルポーラも出なかったので、リュウフォーレルは古馬の筆頭だった。ついでヒロキミだが、ヒロキミは昨秋の菊花賞以来、勝ち星がなかった。
一方、4歳馬勢は大挙して出走し、全出走馬10頭中6頭が4歳馬だった。中でもメイズイは皐月賞・日本ダービーの二冠馬で、有馬記念でも本命に推された。リュウフォーレルは2番人気だった。レースはトウコンとの先行争いを制したメイズイが快調に逃げ、リュウフォーレルは中団あたりを進んでいた。直線に入ってもメイズイの逃げは快調だったが、直線に入ってリュウフォーレルが迫り、中山名物の坂を利して一気にかわし、そのまま1着で優勝した。8回目の開催にして初めての関西馬による有馬記念制覇だった。
この年の年度代表馬の選出にあたっては選考が難航を極め、結果はメイズイとの「同時受賞」となった。年度代表馬の同時受賞は1954年の同賞創設以来、この年度のみである。

### 6歳時（1964年）
天皇賞、有馬記念と当時の国内の二大競走を制したリュウフォーレルだったが、6歳になっても現役を続行することになった。
冬を休み、4月に復帰すると2000メートルのオープン戦を2連勝した。しかしここでリュウフォーレルが課された斤量は62キロ、63キロで、もはや日本国内ではこれより軽い斤量で出走できる競走はないことを意味していた。
65キロを背負って京都記念（春）を勝ったが、6月の鳴尾記念は67キロで3着、7月の宝塚記念は62キロで3着だった。

#### アメリカ遠征
リュウフォーレルには、アメリカのローレルパーク競馬場から、ワシントンDC国際招待ステークスへの招待が届いた。この競走はアメリカで行われる『世界一の競走馬決定戦』ともいえる競走で、毎年世界各地から強豪馬を招待して11月に行われていた。日本からは天皇賞の優勝馬が招待される例が多かったが、この年はリュウフォーレルが選出された。（招待競走なので、アメリカへの渡航費用はすべてローレル競馬場側が負担する。）
アメリカ遠征を前に9月23日に京都競馬場で行われるオープン競走が壮行レースとなり、63キロを背負って2着に大差をつける圧勝した。
しかし現地に入ってからは軽い熱発を発症し、体調自体万全でなかったことも災いして結果は8頭立ての最下位に終わった。勝ったのは通算39勝を果たしたケルソであった。リュウフォーレルはこのレースを最後に競走馬を引退した。
通算成績は日本で36戦15勝、アメリカで1戦0勝。収得賞金は38,676,600円。

## 引退後
競走馬を引退したリュウフォーレルは、1965年（昭和40年）から日本軽種馬協会の種牡馬となった。当初は北海道・胆振地方の苫小牧で供用されていたが、後に宮城県・鳴子の宮城県支部玉造種付所へ移動になった。ヒンドスタンの子としてはシンザンに次ぐ戦績を残した競走馬であり、年度代表馬に選出されたものとしてはアサカオー、天皇賞と有馬記念を制したものとしてはヤマトキヨウダイがいるが、この2つをともに成し遂げたものはシンザンとリュウフォーレルだけである。
産駒は1968年（昭和43年）にデビューし、初年度は5頭が7勝をあげるなど好成績をあげた。
しかし、内国産種牡馬冷遇時代であったうえ、授精率が今ひとつだったこともあり失敗に終わり、北海道からアラブ生産が主流の宮城、さらに長野へ移動し、1975年に廃用となって種牡馬を引退し、同年死亡した。年度代表馬を受賞したほどの馬であるが、当時は名馬の引退後の処遇についての意識が薄く、死亡した場所及び死因は明らかになっていない。母の父としては1976年の京王杯オータムハンデの勝ち馬ライバフツトを出している。また、2021年のジャパンダートダービー優勝馬のキャッスルトップの5代母の父にもなっている。

### 主な産駒
- グレートライナー（1971年クイーンカップ2着）

## 血統表
| リユウフオーレルの血統（ボワルセル系 / Bayardo5×5*5=9.38%、Chaucer5×5=6.25%） | リユウフオーレルの血統（ボワルセル系 / Bayardo5×5*5=9.38%、Chaucer5×5=6.25%） | リユウフオーレルの血統（ボワルセル系 / Bayardo5×5*5=9.38%、Chaucer5×5=6.25%） | （血統表の出典）    | （血統表の出典） |
| 父 *ヒンドスタン Hindostan 1946 黒鹿毛                                        | 父の父Bois Roussel 1935                                                       | Vatout                                                                        | Prince Chimay       | Prince Chimay    |
| 父 *ヒンドスタン Hindostan 1946 黒鹿毛                                        | 父の父Bois Roussel 1935                                                       | Vatout                                                                        | Vasthi              |                  |
| 父 *ヒンドスタン Hindostan 1946 黒鹿毛                                        | 父の父Bois Roussel 1935                                                       | Plucky Liege                                                                  | Spearmint           | Spearmint        |
| 父 *ヒンドスタン Hindostan 1946 黒鹿毛                                        | 父の父Bois Roussel 1935                                                       | Plucky Liege                                                                  | Concertina          |                  |
| 父 *ヒンドスタン Hindostan 1946 黒鹿毛                                        | 父の母Sonibai 1939                                                            | Solario                                                                       | Gainsborough        | Gainsborough     |
| 父 *ヒンドスタン Hindostan 1946 黒鹿毛                                        | 父の母Sonibai 1939                                                            | Solario                                                                       | Sun Worship         |                  |
| 父 *ヒンドスタン Hindostan 1946 黒鹿毛                                        | 父の母Sonibai 1939                                                            | Udaipur                                                                       | Blandford           | Blandford        |
| 父 *ヒンドスタン Hindostan 1946 黒鹿毛                                        | 父の母Sonibai 1939                                                            | Udaipur                                                                       | Uganda              |                  |
| 母 *フォーレル Forel 1950 鹿毛                                                | 母の父Fairford 1934 鹿毛                                                      | Fairway                                                                       | Phalaris            | Phalaris         |
| 母 *フォーレル Forel 1950 鹿毛                                                | 母の父Fairford 1934 鹿毛                                                      | Fairway                                                                       | Scapa Flow          |                  |
| 母 *フォーレル Forel 1950 鹿毛                                                | 母の父Fairford 1934 鹿毛                                                      | Pallet Crag                                                                   | Craig an Eran       | Craig an Eran    |
| 母 *フォーレル Forel 1950 鹿毛                                                | 母の父Fairford 1934 鹿毛                                                      | Pallet Crag                                                                   | Palmella            |                  |
| 母 *フォーレル Forel 1950 鹿毛                                                | 母の母Maria Zell 1939 栗毛                                                    | Beresford                                                                     | Friar Marcus        | Friar Marcus     |
| 母 *フォーレル Forel 1950 鹿毛                                                | 母の母Maria Zell 1939 栗毛                                                    | Beresford                                                                     | Bayberry            |                  |
| 母 *フォーレル Forel 1950 鹿毛                                                | 母の母Maria Zell 1939 栗毛                                                    | Eastern Light                                                                 | Allenby             | Allenby          |
| 母 *フォーレル Forel 1950 鹿毛                                                | 母の母Maria Zell 1939 栗毛                                                    | Eastern Light                                                                 | Black Ray F-No.22-d |                  |

- 6代母は1903年のオークスステークスの優勝馬アワーラッシー (Our Lassie)
- 従弟にイギリスのG2リッチモンドステークスの優勝馬リーガルイーグル (Legal Eagle) がいる。母フォーレルはアイルランドからの輸入馬である。